# Lega Nazionale B 1974-1975
La Lega Nazionale B 1974-1975, campionato svizzero di calcio seconda serie, si concluse con la vittoria del Biel/Bienne.

## Classifica
|  | Pos. | Squadra           | Pt | G  | V  | N  | P  | GF | GS | DR  |
|  | ---- | ----------------- | -- | -- | -- | -- | -- | -- | -- | --- |
|  | 1.   | Bienne            | 34 | 26 | 14 | 6  | 6  | 57 | 31 | +26 |
|  | 2.   | La Chaux-de-Fonds | 32 | 26 | 13 | 6  | 7  | 60 | 35 | +25 |
|  | 3.   | Chiasso           | 32 | 26 | 14 | 4  | 8  | 45 | 29 | +16 |
|  | 4.   | Nordstern         | 32 | 26 | 13 | 6  | 7  | 48 | 38 | +10 |
|  | 5.   | Étoile Carouge    | 31 | 26 | 14 | 3  | 9  | 56 | 34 | +22 |
|  | 6.   | Bellinzona        | 31 | 26 | 12 | 7  | 7  | 47 | 30 | +17 |
|  | 7.   | Friburgo          | 31 | 26 | 13 | 5  | 8  | 38 | 33 | +5  |
|  | 8.   | Grenchen          | 28 | 26 | 12 | 4  | 10 | 36 | 36 | 0   |
|  | 9.   | Aarau             | 25 | 26 | 10 | 5  | 11 | 42 | 45 | -3  |
|  | 10.  | Martigny          | 21 | 26 | 8  | 5  | 13 | 41 | 53 | -12 |
|  | 11.  | Wettingen         | 18 | 26 | 7  | 4  | 15 | 37 | 55 | -18 |
|  | 12.  | Mendrisiostar     | 18 | 26 | 5  | 8  | 13 | 18 | 38 | -20 |
|  | 13.  | Raron             | 18 | 26 | 4  | 10 | 12 | 19 | 40 | -21 |
|  | 14.  | Giubiasco         | 13 | 26 | 4  | 5  | 17 | 23 | 70 | -47 |

Legenda:

      Promossa in Lega Nazionale A 1975-1976.

 Qualificata alla poule promozione oppure retrocessione.

      Retrocessa in Prima Lega 1975-1976.

Note:

Due punti a vittoria, uno a pareggio, zero a sconfitta.

## Poule promozione
|                   | Risultati |                   | Luogo e data            |  |
| ----------------- | --------- | ----------------- | ----------------------- |  |
| Nordstern         | 1 - 1     | Chiasso           | Lucerna, 21 giugno 1975 |  |
| Chiasso           | 1 - 3     | La Chaux-de-Fonds | Zurigo, 25 giugno 1975  |  |
| La Chaux-de-Fonds | 3 - 2     | Nordstern         | Ginevra, 28 giugno 1975 |  |
|                   |           |                   |                         |  |

## Poule retrocessione
|           | Risultati |               | Luogo e data             |  |
| --------- | --------- | ------------- | ------------------------ |  |
| Raron     | 1 - 0     | Mendrisiostar | Berna, 21 giugno 1975    |  |
| Wettingen | 2 - 2     | Mendrisiostar | Lucerna, 25 giugno 1975  |  |
| Raron     | n.d.      | Wettingen     | salve entrambe (inutile) |  |
|           |           |               |                          |  |

## Verdetti
- Bienne e La Chaux-de-Fonds promosse in Lega Nazionale A.
- Mendrisiostar e Giubiasco retrocesse in Prima Lega.